# Grażyna Szałkowska

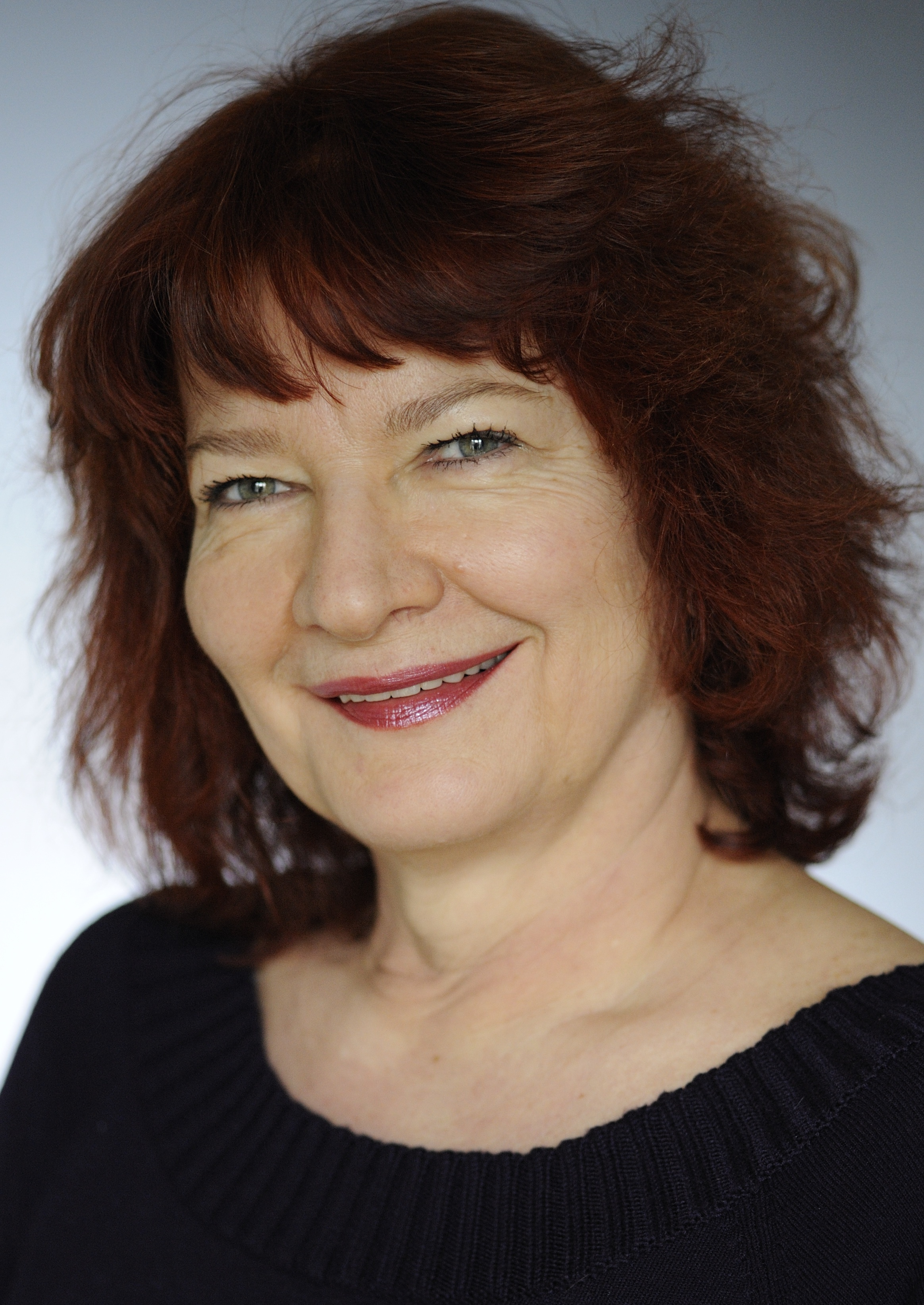
Grażyna Szałkowska

Grażyna Barbara Joanna Szałkowska, ps. GraSza (ur. 1952) – polska poetka.

## Życiorys
Urodziła się w Poznaniu, wychowała i wykształciła (Wydział Chemiczny Politechniki Łódzkiej) w Łodzi, obecnie mieszka i tworzy w Warszawie. Matka dwojga dzieci: Marcina (1975) i Zuzanny (1978). Córka prof. Zbigniewa Szałkowskiego. 
Jest autorką tysięcy wierszy zebranych w tomiki oraz tekstów piosenek śpiewanych przez Edytę Geppert i Żanetę Plotnik, z muzyką Seweryna Krajewskiego: Nic nie muszę, Za inna, Gdyby łzy, Łzy księżyca, Jak to jest z moim śpiewaniem.

## Twórczość
- Błahostki i banialuki. Moskaliki, lepieje, limeryki i inne zabawy literackie, Warszawa 2024
- Żyję, Warszawa 2023
- Okno na słońce, Warszawa 2021
- Kocie emocje, czyli jak zostałam kocią behawiorystką, Warszawa 2019, ISBN 978-83-62963-13-3
- Antologia poezji 2003 – 2018. Potańczyć z deszczem, Warszawa 2019
- Zanim zakwitnie tamaryszek, Warszawa 2018
- Szukam człowieka, Warszawa 2016
- Koci kącik, Warszawa 2015
- Kocia łapa, Łódź 2014
- Tak dobrze się zapowiadałam, Warszawa 2014.
- Moja msza, Warszawa 2013.
- O kotku Kaziku i inne bajki, Warszawa 2013.
- Rozmarzam się jesienią, Warszawa 2012.
- Puste rękawiczki, Warszawa 2011.
- Jesienne monodramaty, Warszawa 2011 (poezja i proza).
- Zostawiam światło w oknie, Warszawa 2010.
- Pillow Book, Warszawa 2010 (proza).
- Trzy strony medalu. Zaczynam od A., Warszawa 2010 (proza).
- Przykryj mnie płaszczem, Warszawa 2010.
- Igraszki Grażki Fraszki, Warszawa 2010.
- Jak dzikie wino, Warszawa 2009.
- Łzy księżyca, Warszawa 2008.
- Duży stół, Warszawa 2006.
- Rozkodowane marzenia, Warszawa 2005.
- Miłosne wzlotki i inne takie..., Warszawa 2004.